# Irina Pavlovna Palej
Irina Pavlovna Palej hercegnő, von Hohenfelsen grófnő (oroszul: Княжна Ирина Павловна Палей, németül: Gräfin Irina Pawlowna von Hohenfelsen; Párizs, 1903. december 21. – Párizs, 1990. november 15.)
Első házassága révén Romanovszkaja hercegné, második házassága révén de Monbrison grófné.

## Élete
Irina Pavlovna grófnő 1903-ban jött világra Pavel Alekszandrovics orosz nagyherceg és Olga Valerianovna Karnova második gyermekeként, egyben első leányaként. Édesapja II. Sándor orosz cár legifjabb gyermekeként született, első felesége, Alexandra görög királyi hercegnő gyermekszülés közben hunyt el. A nagyherceg ezután viszonyt kezdett Olga Valerianovna Karnovával, aki Erik Augusztyinovics von Pistohlkors német kisnemesi származású cári ezredes felesége volt. Olga Valerianovna cári engedéllyel elvált von Pistohlkorstól, majd titokban nőül ment Pavel Alekszandrovicshoz. Mikor a házasságkötés híre napvilágra került, II. Miklós orosz cár megfosztotta katonai rangjától a nagyherceget, illetve száműzte őt és második családját Oroszországból.
Pavel nagyherceg és Olga Valerianovna francia földön telepedtek le. 1904-ben Luitpold bajor királyi régensherceg a „gróf Hohenfelsen” rangot adta Olga Valerianovna és gyermekei számára. Szüleivel és két testvérével tíz éven keresztül élt Franciaországban, mígnem 1914-ben Pavel nagyherceg kibékült az orosz cári családdal, így a család hazatérhetett a száműzetésből. A nagyherceg is, és Irina Pavlovna bátyja, Vlagyimir Pavlovics is bevonultak a hadseregbe az első világháború kitörésekor. 1915-ben II. Miklós cár a „herceg Palej” címet juttatta Olga Valerianovnának és gyermekeinek, részben így fejezve ki megbocsátását, részben pedig mert a Hohenfelsen családnév német eredetre utalt, miközben Oroszország és Németország háborút viseltek egymás ellen.
1917-ben, a cárizmus megdöntését követően Pavel nagyherceget és Vlagyimir Pavlovicsot őrizetbe vették, mivel származásukból kifolyólag veszélyesnek ítélték meg őket az új rendszerre. A bolsevikok hatalomra kerülése után, 1918 júliusában több cári családtaggal egyetemben kivégezték Vlagyimir Pavlovicsot; 1919 legelején Pavel nagyherceg is erre a sorsa jutott. Olga Valerianovna és leányai nem forogtak veszélyben, mivelhogy nem viselték a Romanov családnevet. Irina Pavlovna, édesanyja és húga, Natalja Pavlovna 1920 körül menekültek el Finnországon keresztül Oroszországból. Franciaországba költöztek, Biarritz városát választva otthonukként.
1923. május 31-én Irina Pavlovna hercegnő nőül ment távoli unokatestvéréhez, Fjodor Alekszandrovics orosz herceghez. A herceg Alekszandr Mihajlovics nagyherceg és Kszenyija Alekszandrovna nagyhercegnő fiaként született, és a leírások alapján „ellenállhatatlanul szép és kedves ember volt”. Viszonyukból egyetlen gyermek született:
- Mihail Fjodorovics Romanov herceg (1924. május 4. –), első felesége Helga Staufenberger, második felesége Maria de las Mercedes Ustrell y Cabani.

Irina Pavlovna hercegnő életét a jótékonykodásnak szentelte. Férjével lassan eltávolodtak egymástól, majd Irina hercegnő viszonyt kezdett de Monbrison gróffal, egy francia arisztokratával. A hercegnő és a gróf kapcsolatából egy házasságon kívüli leány született, aki az édesapjára való tekintet nélkül a Romanov családnevet kapta. 1936. július 22-én Fjodor Alekszandrovics és Irina Pavlovna válását hivatalosan is kimondták; a felek ettől eltekintve életük végéig fenntartották baráti kapcsolatukat.
1950. április 11-én a francia fővárosban Irina Palej nőül ment Hubert de Monbrison grófhoz (1892–1981). Házasságukból egyetlen gyermek származott, aki ellenben nem viselte a de Monbrison vezetéknevet, és törvénytelen gyermeknek számított:
- Irina Fjodorovna Romanova hercegnő (1934. május 7. –), első férje Andre Jean Pelle, második férje Victor-Marcel Soulas.

Annak ellenére, hogy de Monbrison gróf felesége lett, első házasságából kifolyólag 1951. május 7-én Vlagyimir Kirillovics nagyherceg a „Romanovszkaja hercegné” címet adományozta Irina Pavlovnának, ezzel mintegy félig a cári családba emelve őt. Vlagyimir Kirillovics nagyherceg önmagát címzetes orosz cárnak és a trón jogos követelőjének tartotta; igényeit azonban még a családon belül sem ismerte el mindenki. A Romanovszkij herceggé való emelés bevett gyakorlattá a 20. század során vált a cári család körében, így juttatva megfelelő ranghoz az esetlegesen morganatikus friggyel a családba került személyeket.
Irina Pavlovna Palej hercegnő és Romanovszkaja hercegné boldog, kiegyensúlyozott családi életet élt második férjével és gyermekeivel. 1990. november 15-én hunyt el a francia fővárosban, kilenc évvel de Monbrison gróf halálát követően. Fia és leánya részéről is vannak leszármazottjai.